# زبان کامپایل‌شونده
در علوم رایانه یک زبان ترجمه شده زبانی است که برای پیاده‌سازی آن نیاز به یک کمپایلر است و با استفاده از یک مفسر نمی‌توان آن را پیاده کرد.
این اصطلاح یک مقدار مبهم است. هر زبان ترجمه شده را می‌توان با استفاده از یک مفسر پیاده نمود. البته ترکیب هر دو نوع آنها نیز به‌طور گسترده‌ای استفاده می‌شود.